# Volksdeutsche Mittelstelle
Volksdeutsche Mittelstelle (VoMi - Středisko na podporu etnických Němců) byl jeden z hlavních úřadů SS. Zodpovídal za německé obyvatelstvo žijící mimo Třetí říši, tzv. „Volksdeutschen“. Od února 1937 stál v čele úřadu SS-Obergruppenführer Werner Lorenz. V roce 1938 disponoval úřad VoMi rozpočtem 50–60 milionů říšských marek pro správu a distribuci všech fondů pro etnickou práci (Volkstumsarbeit). V období 1939–1940 se úřad zaměřoval hlavně na organizaci přesídlení německých národních skupin pod heslem „Heim ins Reich“. V poválečných norimberských procesech s RuSHA byl VoMi usvědčen z účasti na masovém vyhánění obyvatel z okupovaných území Evropy.

## Generalplan Ost
Po podepsání paktu mezi Hitlerem a Stalinem obdržel Heinrich Himmler 28. září 1939 rozkaz zřídit Říšské komisařství pro upevnění německého národa (Reichskommissariat zur Festigung deutschen Volkstums), které jako první předložilo na jaře 1940 návrh na Generalplan Ost. Generalplan Ost se týkal vystěhovávání židovského a polského obyvatelstva z Povartí, Západního Pruska (Svobodné město Gdaňsk a Polský koridor) a z Generálního gouvernementu na východ. Od podzimu 1939 bylo Polsko rozděleno na tři zhruba stejně velké části – východní území obsadil Sovětský svaz (až do června 1941), v centrální části země fungoval Generální gouvernement se sídlem v Krakově a třetí část od Pomoří na severu až po Slezsko na jihu byla připojena ke Třetí říši jako župa Poznaň (Reichsgau Posen), od roku 1940 Povartí (Wartheland) s celkem 4,2 mil. obyvateli (85 procent Poláci, 7 procent Němci a 8 procent Židé) a župa Gdaňsk-Západní Prusko (Danzig-Westpreußen).

### Úřady a organizace příslušné pro přesídlování
- Reichskommissar für die Festigung deutschen Volkstums (RKF) / Říšský komisař pro upevnění německého národa
- Hauptamt Volksdeutsche Mittelstelle (Vomi) / Hlavní úřad pro zabezpečení etnických Němců
- Reichssicherheitshauptamt (RSHA) / Hlavní úřad říšské bezpečnosti
- Höhere SS- und Polizeiführer (HSSPF) / Vyšší vůdce SS a policie
- Rasse- und Siedlungshauptamt-SS (RuSHA) / Hlavní rasový a osídlovací úřad SS
- Einwandererzentralstelle (EWZ) / Přistěhovalecká ústředna
- Reichsminister für Ernährung und Landwirtschaft (RMEuL) / Říšský ministr pro výživu a zemědělství[3]

### Vznik Volksdeutsche Mittelstelle
V roce 1933 vznikla z popudu Rudolfa Hesse pod VDA (Verein für das Deutschtum im Ausland) rada «Volksdeutsche Rat», která se velmi brzo dostala do konfliktu se stranickou organizací Auslandsorganisation (AO) pod vedením Ernsta Wilhelma Bohleho. V roce 1935 byl prací pro menšiny v zahraničí pověřen Otto von Kursell (tzv. Büro von Kursell). Himmlerovi a Heydrichovi se na přelomu let 1936/37 podařilo Kursella vyřadit, na jeho místo 1. ledna 1937 dosadit Wernera Lorenze a Kursellovu kancelář (Büro von Kursell) přejmenovat na «Volksdeutsche Mittelstelle». Jak samotný název napovídá, středem zájmu se stali etničtí Němci, „kteří mluvili německy a patřili k německému národu a měli německou krev, ale nepatřili k Německé říši, jelikož zapustili kořeny v zahraničí (die zwar deutsch sprechen und deutschen Stammes und Blutes sind, aber nicht mehr zum Deutschen Reich gehören, sondern im Ausland Wurzel gefasst haben)“. Výraz «Mittelstelle» měl asociovat představu «zprostředkovací centrály». VoMi sice celkem brzy zaujala pozici „nejvyššího říšského úřadu“, ale její pravomoc nebyla vůči NSDAP, jednotkám SS a říšským ministerstvům zcela definována. Zrovna tak nebyl jasný vztah VoMi k vůdci. Organizační a hierarchické vztahy, úkoly a pracovní metody VoMi se nedržely nějakých stálých pravidel, úřad se podřizoval dané politické situaci a požadavkům nacistického vedení.
Hlavním úkolem úřadu byl finanční a politický kontakt s „etnickými Němci“ v zahraničí a jejich zasvěcování do nacistické ideologie. To se dělo jak veřejně oficiální cestou tak pomocí akcí poloveřejných či cestou zcela soukromé podpory. VoMi se také snažila o neustálé vymezení vůči stranické zahraniční organizaci AO (Auslandsorganisation) a o získání opoziční VDA. Spolek VDA (Verein für das Deutschtum im Ausland) v čele s Hansem Steinacherem prosazoval sice také podporu etnických menšin v zahraničí, ale bez vytržení z jejich domova a následného přesídlení, které se tak stalo mezi oběma organizacemi základní třecí plochou. Po spojenectví s Itálií a Sovětským svazem začaly menšiny v daných zemích představovat pro plánovanou zahraniční politiku Třetí říše potenciální nebezpečí, které se Adolf Hitler rozhodl přesídlením odstranit. Vztahy mezi VDA a VoMi zatěžovala zejména otázka Jižního Tyrolska. Steinacher byl nakonec poslán 19. října 1937 „na dovolenou“ a po nařízení z 2. července 1938 se VoMi stala jediným úřadem pro záležitosti etnických Němců. Ze své práce se zodpovídala přímo Adolfu Hitlerovi.

### Přesídlení etnických Němců z Jižního Tyrolska

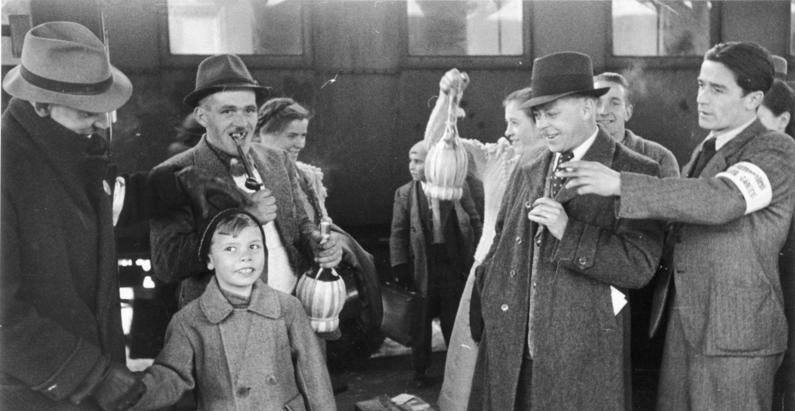
Innsbruck, první přesídlenci z Jižního Tyrolska, 1940

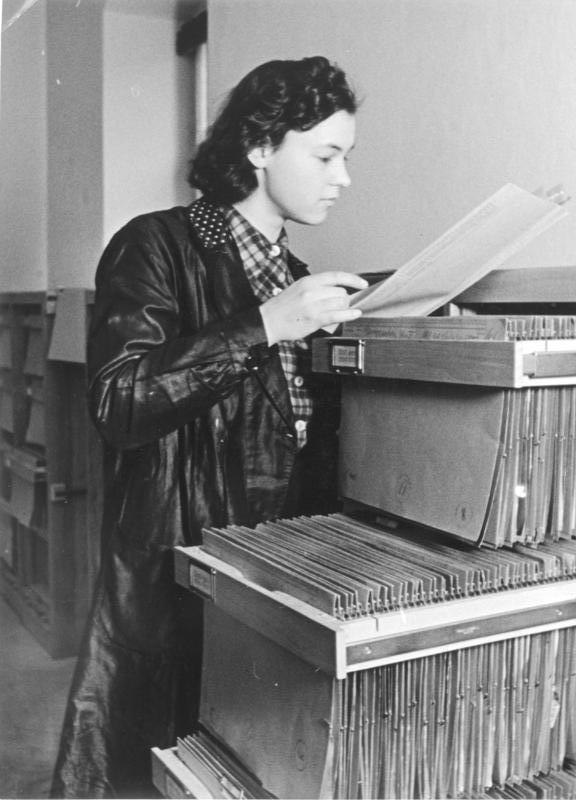
Innsbruck, centrální kartotéka Dienststelle Umsiedlung Südtirol (DUS), 1940

V květnu 1939 podepsal Benito Mussolini a Adolf Hitler pakt o vyřešení otázky Jižního Tyrolska ve stylu přesídlení „Heim ins Reich“. Ještě téhož roku byla podepsána opce, podle které se německé a ladinské obyvatelstvo mělo rozhodnout, zda bude emigrovat do Třetí říše nebo zůstanou bez ochrany pro etnické menšiny ve svých domovech. Jednalo se přibližně o 200 000 etnických Němců s italským občanstvím. Curt von Gottberg, šéf Pozemkového úřadu (Bodenamt) v Praze, počítal s tím, že po rasovém průzkumu usadí tyrolské přesídlence (přibližně 2 750 rodin) na 1 500 statcích zadlužených a nebo rasově nevhodných sedláků v Severním Tyrolsku (Nordtirol) a 12 000 v protektorátě na zabraných statcích židovských či protistátních osob. K masovému přesídlení začalo docházet až po 1. lednu 1940. Z předpokládaného počtu 200 000 se rozhodlo k odchodu maximálně 81,8 procent tyrolských Němců a z plánů na poněmčení protektorátních oblastí se podařilo splnit jen minimum.
Přesídlení etnických Němců z Jižního Tyrolska se ale od transferu ostatních „Volksdeutschen” z Pobaltí, východu a jihovýchodu Evropy odlišovalo. Jednak trvalo mnohem déle, ale také se na něm podílel jiný přesídlovací aparát. Hlavní slovo měl Říšský komisař pro upevnění německého národa. Registraci a přípravu k transportu optantů prováděl namísto VoMi úřad „Amtliche deutsche Ein- und Rückwanderungsstelle” (ADERSt) v Bolzanu s pobočkami v Bolzanu, Meranu, Brixenu, Brunecku a Sterzingu, kterému pomáhala společnost „Arbeitsgemeinschaft der Optanten für Deutschland” (AdO). Prověřování, rasovou kontrolu a udílení občanství (Durchschleusung) měla na starost úřadovna „Dienststelle Umsiedlung Südtirol” (DUS) v Innsbrucku se svou italskou firmou pro správu majetku „Abwicklungs-Treuhand-Gesellschaft” (DAT) a říšskou „Deutsche Ansiedlungsgesellschaft” (DAG).
Jednalo se o oblasti: okres Bozen (Bolzano) a Fassatal, okres Meran, okres Brixen, okres Bruneck (Cortina a Buchenstein), okres Sterzing, italské oblasti (Lusern a Fersental), údolí „Kanaltal” (Val Canale) a říšské Němce s italským občanstvím. K 1. červenci 1942 přesídlilo 76 824 osob a do konce roku 1943 se počet navýšil na 81 500 osob. Skoro polovina jich byla umístěna v župě „Tirol-Vorarlberg” (34 000 osob). Toto číslo není zcela přesné, jelikož zahrnuje i některé tyrolské odvedence k wehrmachtu, kterých bylo od roku 1940 do konce války kolem 25 000. Výstavba nových bytů pro přesídlence z Jižního Tyrolska na území Východní marky byla schválená jako „Sondermaßnahme S”. Jen v Tyrolsku a Vorarlbersku jich postavila firma „Neue Heimat” (Gemeinnützige Wohnungs- u. Siedlungsgefellschaft der Deutschen Arbeitsfront) na 7 000 (tzv. Südtiroler-Siedlung). Hned po ukončení války se snažila část etnických Němců z Jižního Tyrolska vrátit do své domoviny (8 000 - 12 000 osob).

## Volksdeutsche Mittelstelle
Heinrich Himmler se mohl sice na základě Hitlerovy vyhlášky, co se přesídlování obyvatelstva a jeho ubytování týče, opřít o rozsáhlé znalosti a zkušenosti řady orgánů a subjektů, ale jen na poli vojenských či trestaneckých táborů. VoMi jako jediná nacistická instituce disponovala potřebnými zkušenostmi s přesídlováním celých rodin. Od roku 1934 vedla tzv. „Informační centrum pro přistěhovalce” (BFE), které poskytovalo etnickým uprchlíkům z Rakouska a Polska hned po překročení říšské hranice první záchytné ubytování.
Vzhledem k tomu, že se počítalo pro přesídlenecké tábory s „nepoužívanými“ továrnami, prázdnými školami a „židovskými vilovými koloniemi“, stala se VoMi v letech 1942–1945 jedinou autorizovanou institucí pro zabavování vhodných budov, bytů a místností po neněmeckých občanech nebo Židech. Činnost úřadu sestávala z transportu etnických Němců do říše, ze zajištění potravin, zdravotní služby a z organizování ubytování. K ubytování sloužily dva druhy táborů (Vomi-Lager-Typen). Jednak sběrné tábory tzv. „Auffang-“ nebo „Sammellager“ a za druhé pozorovací tábory ve Staré říši (Altreich - Deutsches Reich, Österreich a Sudetenland) tzv. „Beobachtungslager“. Přesídlovací akce etnických Němců se z různých důvodů protahovaly, takže mnohé sběrné tábory sloužily i jako tábory pro delší ubytování – tedy pozorovací.

## Polenlager
VoMi spravovala v roce 1941 jenom v Horním Slezsku 123 přesídleneckých táborů. Postupně se jejich účel měnil. Od jara 1942 se z táborů pro přesídlení etnických Němců stávaly záchytné tábory pro Poláky (Auffangslager). Označeny stejným číslem zůstávaly tyto tábory stále ve správě VoMi, na rozdíl od táborů s Poláky v jiných říšských župách. Uvěznění pocházeli výhradně z Horního Slezska. V březnu 1943 již existovalo 21 Polenlágrů.
Počet lidí v táborech se po změně účelu zvýšil 5 krát. Podmínky v táborech se nelišily od jiných koncentračních táborů v nacistickém Německu. Nelidské byly omezené prostory, strava, hygiena i tresty. Tábory byly na území, kde nežilo polské obyvatelstvo, s očekáváním, že solidarita s vězni bude minimální. Do táborů byly deportovány celé rodiny bez právního důvodu.
Největší z Polenlágrů byl v Gorzycki v těsné blízkosti hranic ČR, kterým prošlo 20 000 Poláků.
Čtyři Polenlágry se nacházely i na území dnešní České republiky. Byly to tábory ve Fryštátě (č. 40), Bohumíně (č.32), Petrovicích (č.41) a v Dolním Benešově (č. 83)

### Zahraniční úřady a přesídlovací centrály
- VoMi Litzmannstadt (Lodž pro říšskou župu „Warthegau“)
- VoMi Wien, zřízena po připojení Rakouska, 1944 přejmenována na „Verbindungsstelle Südost“
- VoMi Krakau pro oblast Generalgouvernement
- VoMi Riga pro oblast Reichskommissariat Ostland
- VoMi Kyjev-Sonderkommando R pro oblast Russland-Süd
- VoMi v Paříži a Bruselu fungovaly jako zahraniční pobočky pod místním Vyšším vůdcem SS a policie (HSSPF)

Během přesídlovacích akcí vznikaly i dočasné zahraniční centrály tzv. „Umsiedlungskommandos“. Například 1944 vznikla taková dočasná centrála v Budapešti, která se starala o německou menšinu v době se blížící Rudé armády. Na jaře 1943 měla dočasně fungovat centrála VoMi v Praze, která by se starala o etnické Němce z jihovýchodu. Zamýšlený příliv etnických Němců ze Sovětského svazu do Protektorátu se K. H. Frankovi nezamlouval a postavil se proti.

### Organizační struktura
Od roku 1942 byla instituce rozdělena do jedenácti úřadů:
- Úřad I: Amt der Dienststellenleiters, vedoucí Werner Lorenz a jeho štábní šéf Hermann Behrends[11]
- Úřad II: Organisation–Personal, vedoucí Konrad Radunski[11]
- Úřad III: Finanzen, Wirtschafts- und Vermögensverwaltung, vedoucí Heinrich Lohl. Závislý od svého vzniku na NSDAP-pokladníkovi Franz Xaver Schwarz.[11]
- Úřad IV: Presse, Berichterstattung und Verbandsarbeit (později přejmenován na Information), vedoucí Waldermar Rimann.[11]
- Úřad V: Deutschtumserziehung, vedoucí Willi Walter Puls[11]
- Úřad VI: Sicherung Deutschen Volkstums im Reich, vedoucí Heinz Brückner[11]
- Úřad VII: Sicherung Deutschen Volkstums in den neuen Ostgebieten,[11] vedoucí Horst Hoffmeyer[12]
- Úřad VIII: Kultur und Wissenschaft,[11] vedoucí Wilhelm Luig[13]
- Úřad IX: Politische Führung Deutscher Volksgruppen,[11], vedoucí Waldermar Rimann
- Úřad X: Führung der Wirtschaft in den Deutschen Volksgruppen, vedoucí Lothar Heller[11]
- Úřad XI: Umsiedlung, vedoucí Walter Ellermeier[11]

## Přistěhovalecké oblasti
Jako první procházeli přistěhovaleckým přezkumným procesem (Durchschleusung) od listopadu 1939 až do března 1940 v Poznani, Gdyni a v Kolobřehu etničtí pobaltští Němci z Estonska, Lotyšska a později z Litvy. Celkem 87 000 pobaltských přistěhovalců bylo rozmístěno v říšské župě Povartí, v Západním Prusku a malá část ve Staré říši. Další velká skupina přijížděla od prosince 1939 z Haliče (70 000 z území mezi řekami Bug a San), z oblasti Narewu (Białystok) a z Volyně (65 000 z území mezi řekami Bug a Dněpr). Jen do Povartí přišlo 128 000 přistěhovalců. Třetí velká vlna 30 000 Němců pocházela z oblasti Generálního gouvernementu (Chełm a Lublin).

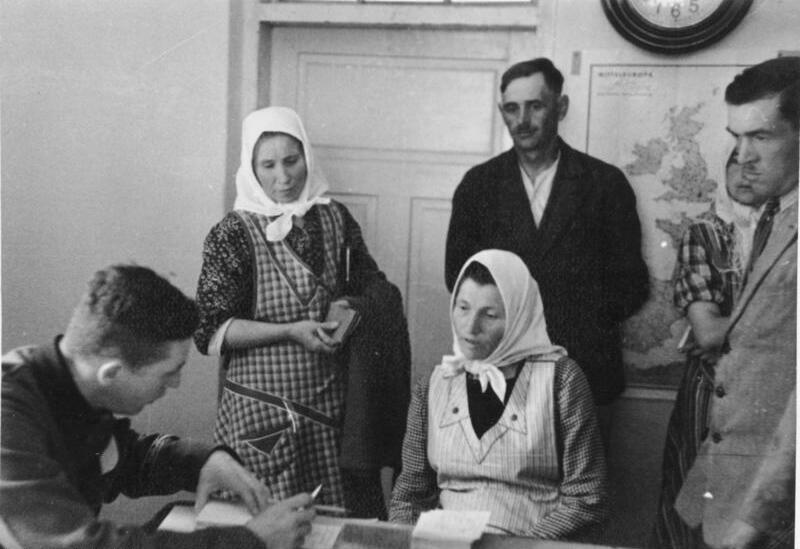
Generální gouvernement, Kamien u Chełmu, registrace etnických Němců

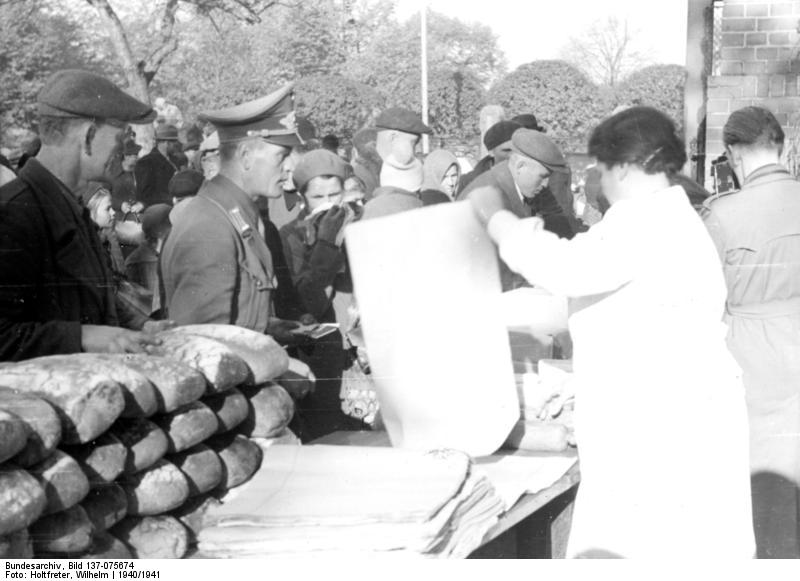
Generální gouvernement, rozdělování potravin etnickým Němcům z oblasti Chełmu, 1940/41

Následovala vlna 187 000 etnických Němců z Rumunska, Besarábie, severní Bukoviny a po 7. září 1940 také z Dobrudže. V říjnu 1940 došlo k přesídlení Němců z Chełmu, v lednu 1941 k dosídlení z Estonska, Lotyšska a Litvy, v říjnu 1942 ze Srbska a Chorvatska, z Kočevska a z Bulharska. Poslední přesídlovací akci do Povartí od listopadu 1943 do poloviny roku 1944 představovalo 370 000 ruských Němců, především z oblasti Černého moře (340 000 z jihu SSSR, 30 000 od Leningradu a Minska). Do začátku března 1942 se podařilo umístit z celkem 511 142 etnických Němců 287 000 v anektovaných východních zemích a 93 000 ve Staré říši, přičemž se z valné části jednalo o provizorní bydlení, 131 000 přistěhovalců žilo stále nouzově po táborech.
- Pobaltí (Litva, Estonsko, Lotyšsko)
- Volyň, Halič, oblast Narew
- Generální gouvernement
- Besarábie, Bukovina, Dobrudža
- Sovětský svaz
- Francie, Lucembursko, Lotrinsko, Alsasko
- Bosna
- Chorvatsko, Bulharsko, Srbsko
- Kočevje, Lublaň
- Řecko
- Slovensko, Slovinsko

Přesídlování etnických Němců se odehrávalo skoro pět let podle stále stejného scénáře: z popudu uzavření smlouvy nebo z úředního nařízení bylo svoláno místní obyvatelstvo k registraci, po souhlasu s přesídlením pod tlakem nacistické propagandy následovalo přidělení oblasti (ve Staré říši, na území sídelního mostu Povartí nebo v Generálním gouvernementu). Podle přidělené oblasti byli přesídlenci rozděleni do táborů (Umsiedlungslager), kde po rasovém přezkoumání tvořili tři skupiny. Skupinu „O” (Osten-Siedlungsbrücke Warthegau) - rasově nejčistší pro župu Povartí, skupinu „A” (Altreich) - rasově vhodnou k rychlému poněmčení pro Starou říši a skupinu „S” (Sonderfälle) - rasově méněcenné obyvatelstvo určené pro Generální gouvernement. V případě rumunských Němců nastalo 7 267 případů, kdy byli pro rasovou nezpůsobilost posláni zpět domů. Proces rasového přezkumu nazývali nacisté „Durchschleusung”.

### Vysídlení polského obyvatelstva
K vysídlení polského obyvatelstva ze zemědělských statků docházelo těsně před osídlením etnickými Němci a to téměř na poslední chvíli. Jednak z toho důvodu, že nemělo docházet k přerušení zemědělských prací, především k výpadkům v krmení a dojení, ale také z toho důvodu, aby překvapené polské obyvatelstvo nemělo příliš času k útěku. Celý proces nového osídlení se tak měl odehrát během dvou hodin. „Evakuovaní” Poláci putovali do tzv. „Auffanglager” (sběrných táborů) a následně do „Evakuierungslager“ (evakuačních táborů) v Lodži. Opuštěný majetek hlídal pomocný policista (Hilfspolizist). Dům musel být vyčištěn, zbaven veškerých náboženských předmětů a místnosti pokud možno vyzdobeny. Pověřenci osídlovacího štábu pak přidělovali „nové domovy” vybraným etnickým Němcům.

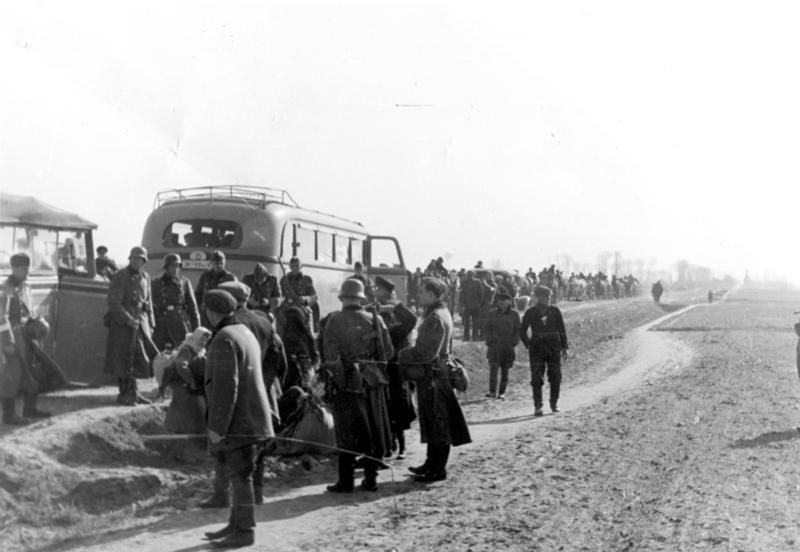
Povartí, vysídlení obce Blonie 1939
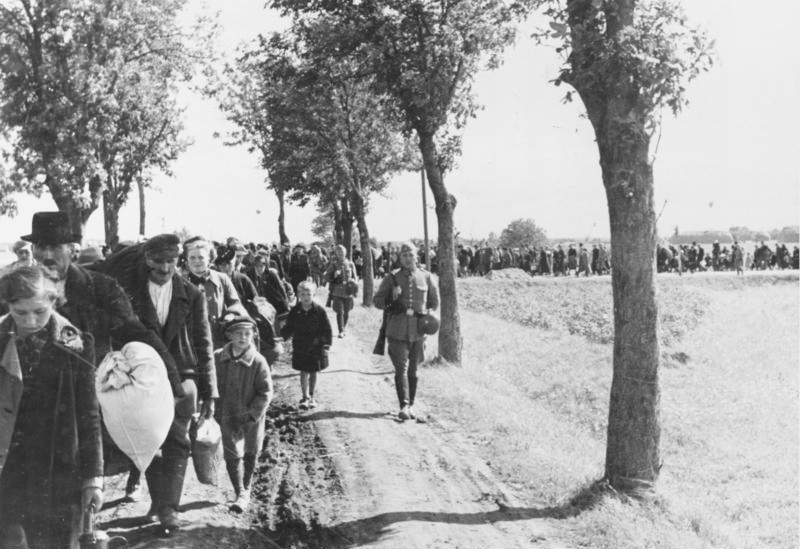
Povartí, vysídlení obce Schwarzenau (Czerniejewo) u města Gnesen (Hnězdno) 1939
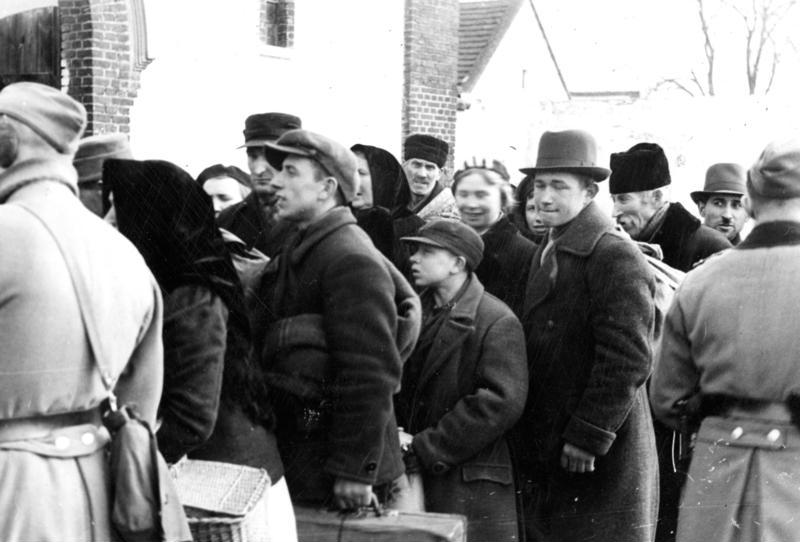
Povartí, vysídlení obce Radungen (Żmigród) 1939
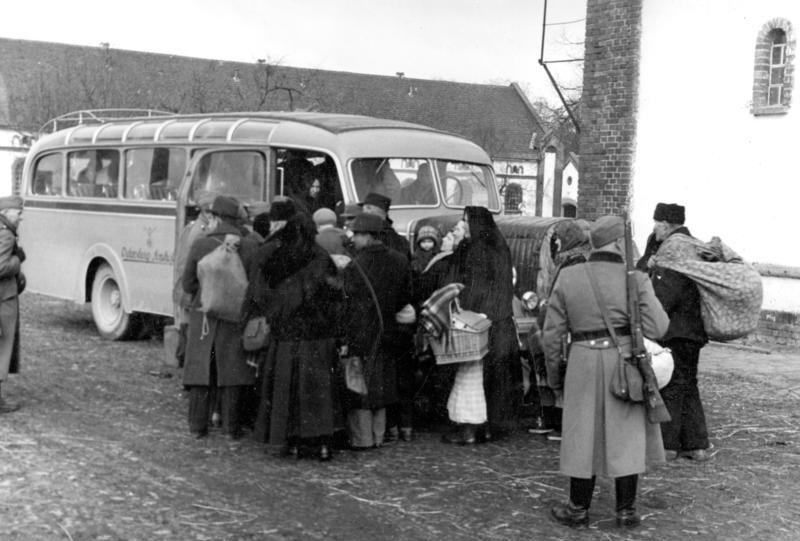
Povartí, vysídlení obce Radungen (Żmigród) 1939
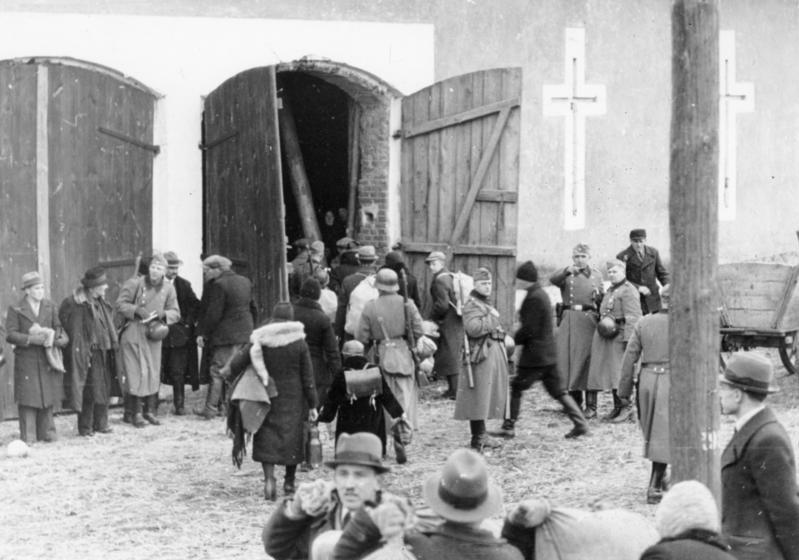
Evakuace Poláků z Povartí, rozdělovací tábor Gelsendorf 1941

V dubnu 1940 zřídila Bezpečnostní policie (SiPo) v Lodži (Litzmannstadt) úřadovnu „Umwandererzentralstelle” (UWZ), která spadala pod Hlavní úřad říšské bezpečnostní policie (Reichssicherheitshauptamt) a Heinricha Himmlera, říšského komisaře pro upevnění německého národa (RKF). „Umwandererzentralstelle” měla na starost odsun nežádoucích Poláků a Židů z říšských žup do Generálního gouvernementu. Do února 1940 přemístila 300 000 Poláků (z Povartí 120 000 statkářů, z Gdaňska-Západního Pruska 35 000 a z Horního Slezska 15 000), jejichž majetek byl téměř okamžitě rozdělován přistěhovalým etnickým Němcům (47 000 polských statků, 9,22 mil. hektarů půdy). Z 60 000 polských podniků patřila více než polovina domácím Němcům, 20 procent získali etničtí Němci, 8 procent říšští Němci a 21 procent zůstalo pod správou. V druhé polovině října 1939 proběhly první židovské transporty. Z říšských žup byl vyhnán téměř jeden milión Poláků.
U likvidace etnických Poláků se nacisté zaměřili na vůdčí osobnosti a polskou inteligenci. Na území německého záboru zahynulo 7 500 lékařů, 4 500 advokátů, 4 200 inženýrů, 700 profesorů a vědeckých pracovníků, 3 963 učitelů základních škol, 848 učitelů středních škol a 2 647 kněží. Největší část obětí v německé části tvořili Židé. Celkem jich během německé
okupace zahynulo 2 900 000. Během okupace východního Polska Sovětským svazem tvořili Poláci více než jednu třetinu z celkového počtu obětí NKVD.

### Přesídlení baltských Němců
Během druhé světové války prošlo Pobaltí nejprve okupací sovětskou a posléze německou. V paktu mezi Hitlerem a Stalinem o neútočení z roku 1939 bylo Lotyšsko a Estonsko označeno za sovětské zájmové oblasti. K těm následně přibyla na základě smlouvy z 28. září 1939 i Litva. Na podzim 1939 vpochodovala Rudá armáda na území Litvy, Estonska a Lotyšska. V srpnu 1940 Sovětský svaz tyto tři republiky anektoval (Litva 15. června 1940 okupace Rudou armádou a 3. srpna 1940 začleněna do Sovětského svazu, Lotyšsko 17. června 1940 okupace Rudou armádou a 5. srpna 1940 začleněno do Sovětského svazu, Estonsko 17. června 1940 okupace Rudou armádou a poté 6. srpna 1940 začleněno do Sovětského svazu). Téměř celá populace německého obyvatelstva se rozhodla na základě předtím uzavřené smlouvy své domovy opustit.

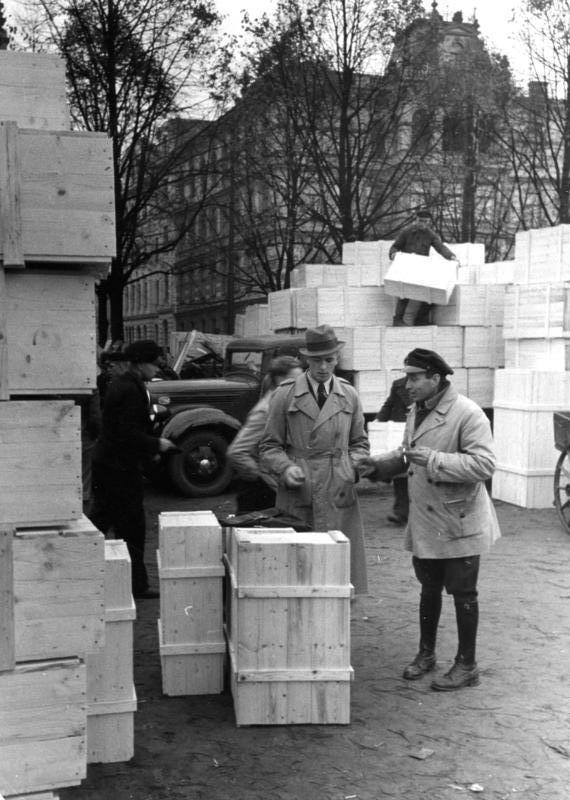
Riga - Unionsplatz, překlad zavazadel baltických Němců na nákladní automobily, 1939
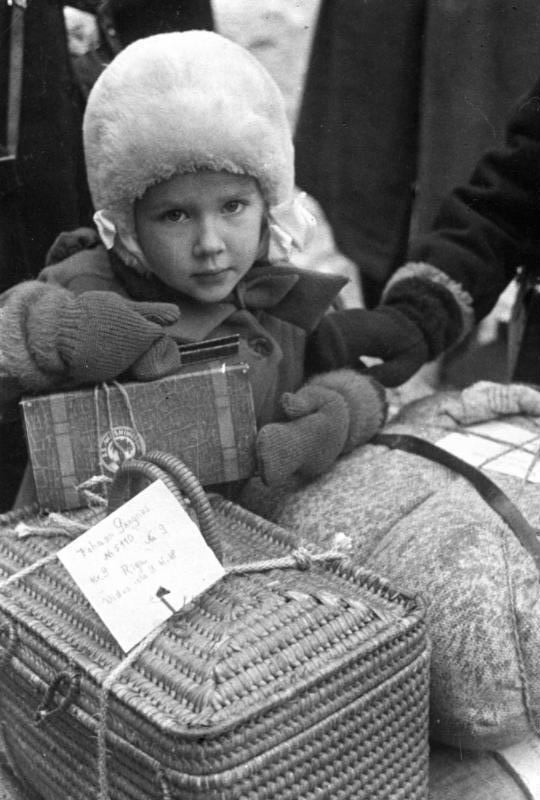
Děvčátko u zavazadel při přesídlení baltických Němců, 1939
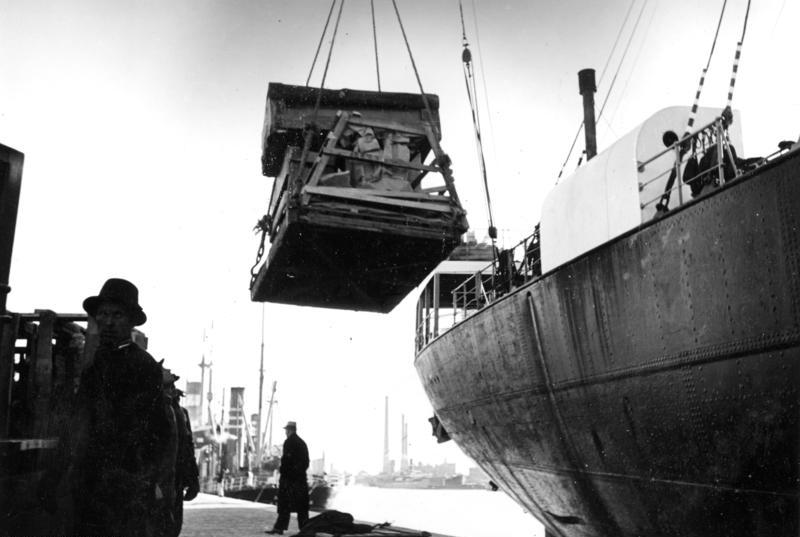
Přístav - Baltské moře, překlad zavazadel na loď při přesídlení baltických Němců, 1939
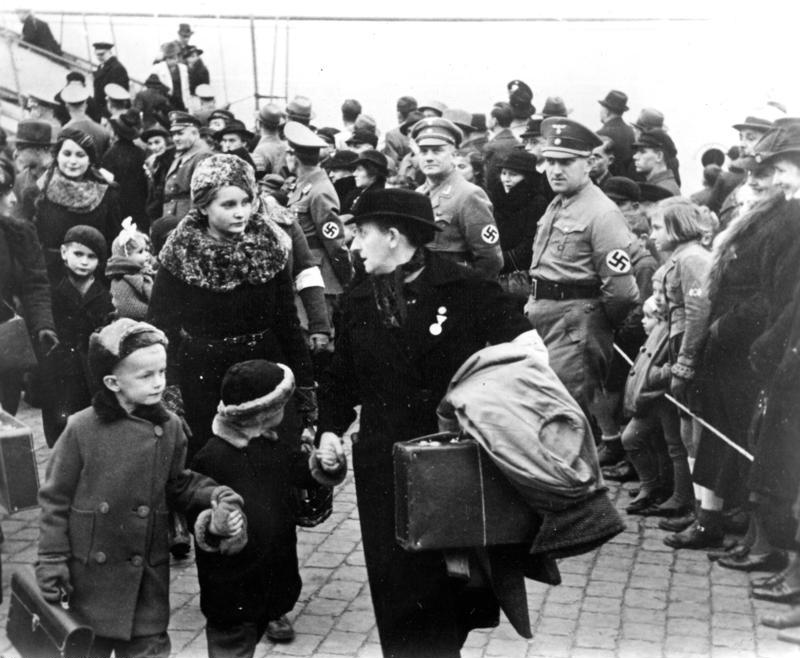
Štětín, loď Oceana Deutsche Arbeitsfront (DAF) přivezla 827 baltických Němců z oblasti Dorpat a Reval, listopad 1939
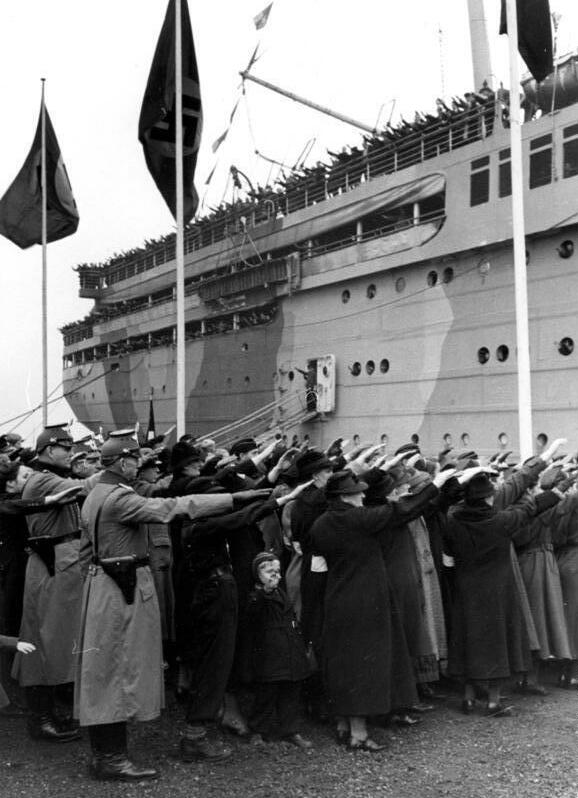
Štětín, loď Steuben po přistání, německé obyvatelstvo zdraví baltické Němce, 1939
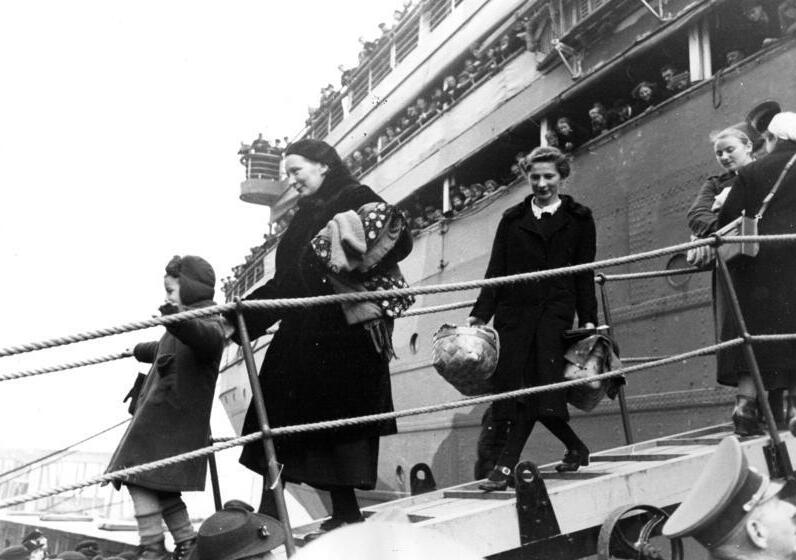
Štětín, loď Steuben po přistání s pobaltskými Němci, 1939
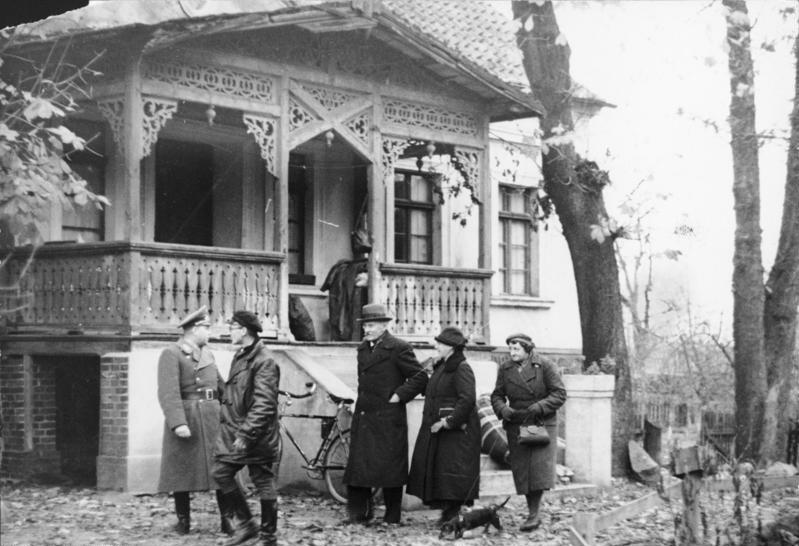
Povartí (Warthegau), baltičtí Němci při obhlídce nového domova, listopad 1939
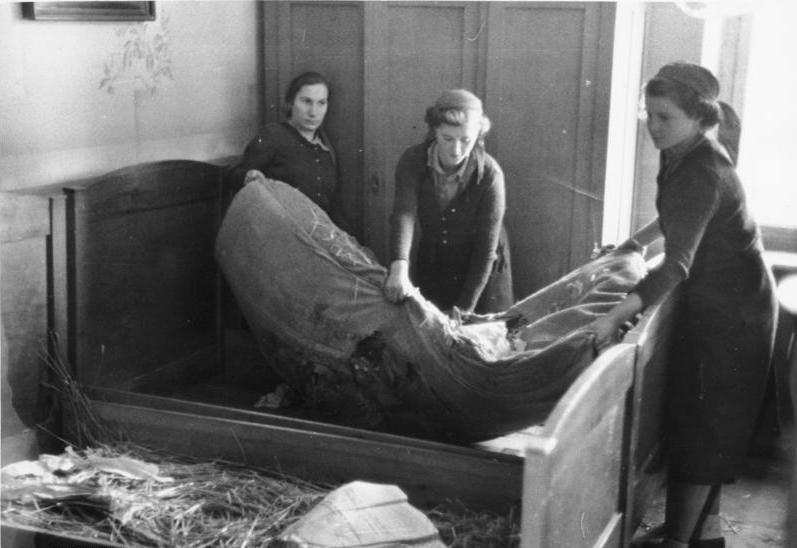
Dívky z BDM uklízí v rámci pracovního nasazení (Arbeitsmaiden des Reichsarbeitsdienstes) polský byt pro litavské Němce, 1939
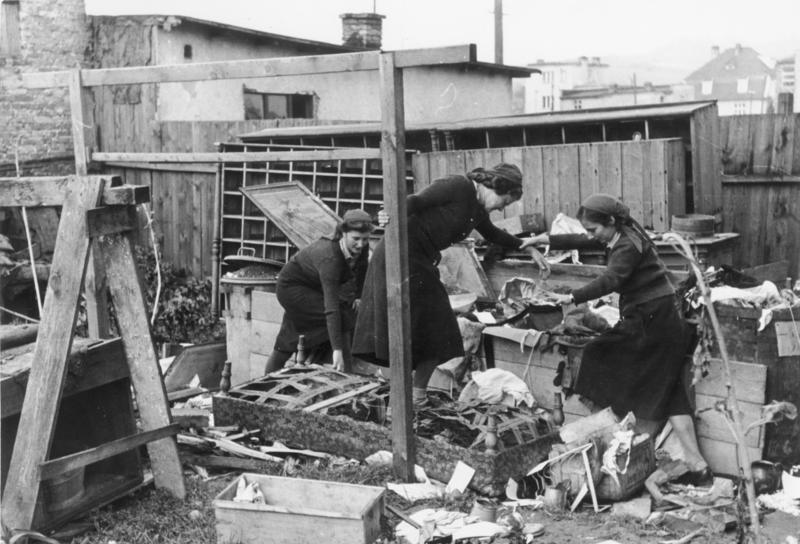
Dívky z BDM uklízí v rámci pracovního nasazení (Arbeitsmaiden des Reichsarbeitsdienstes) zadní dvůr domu určený pro litavské Němce, 1939

Po obsazení sovětských pobaltských území v roce 1941 byly pobaltské státy začleněny do tzv. říšského komisariátu (Reichskommissariat Ostland), který zahrnoval také část Běloruska a část severovýchodního Polska v čele s Heinrichem Lohsem v Rize. „Reichskommissariat Ostland” spolu s říšským komisariátem Ukrajina spadal pod správu ministerstva pro východní území, které řídil Alfred Rosenberg. Od 10. ledna 1941 započalo přesídlení etnických Němců z Litvy a ještě zůstávajících 17 000 Němců z Estonska a Lotyšska. Na majetkové vyrovnání se ale vztahovaly jiné dohody. Sovětský svaz připsal Třetí říši k dobru 200 mil. RM, z kterých mělo být odečteno 50 mil. za majetek vysídlených 21 306 Litavců, Rusů a Bělorusů z německého říšského území (Memel-Suwalki Gebiet). Během přesídlovacích akcí, které trvaly až do 25. března 1941, zažívali etničtí pobaltští Němci obrovské mrazy a sněhové bouře. Z celkového počtu 50 000 německých Litevců organizovala VoMi transport pro 34 347 osob po železnici, pro 6 890 osob autobusy, 1 349 osob přecházelo do říše kvůli blízkosti hranice pěšky a 6 773 osob cestovalo v kolonách na koňských povozech.

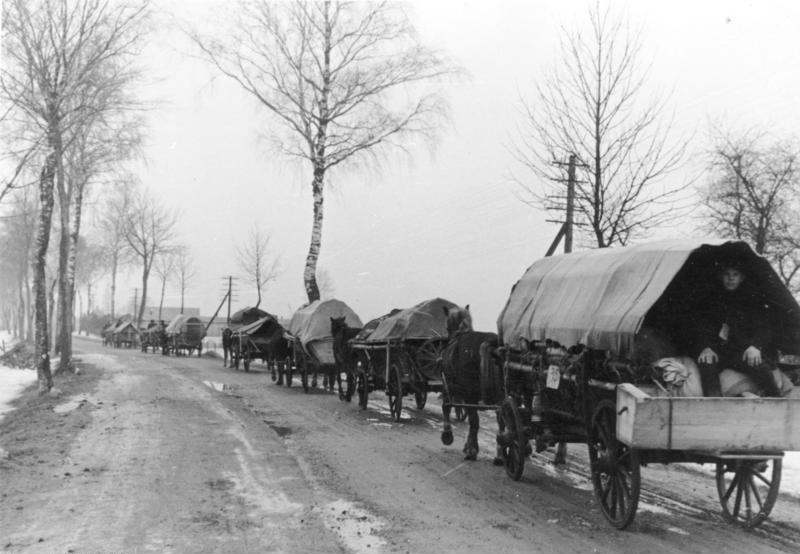
Kolona litevských etnických Němců na hranici v Eydtkau (Tschernyschewskoje), únor 1941
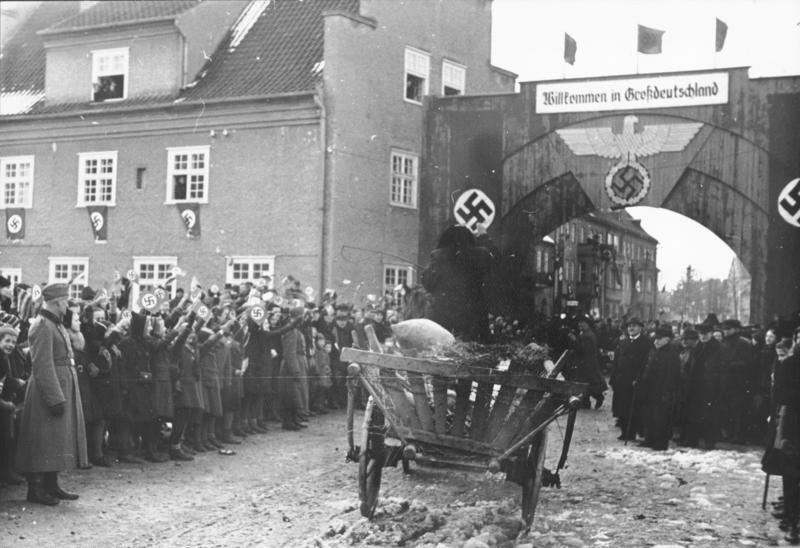
Eydtkau (Tschernyschewskoje), vítání litavských etnických Němců, 28. únor 1941
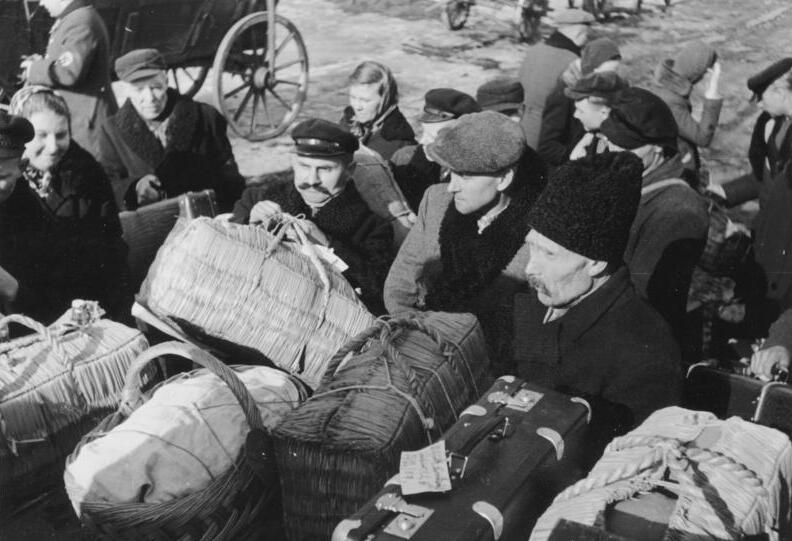
Soldau (Działdowo), litevští etničtí Němci při překládání zavazadel na hranici, 1941

### Přesídlování etnických Němců z východního Polska
V důsledku rozdělení Polska mezi Hitlerem a Stalinem se Volyň stala od září 1939 součástí sovětského území. Německé obyvatelstvo z bývalého polského území bylo v roce 1939 během akce „Heim ins Reich“ z větší části přesídleno do Říšské župy v Povartí. Jednalo se asi o 65 000 osob. Realizaci přesídlení prováděla VoMi. Do roku 1940 přesídlila do Povartí a Západního Pruska kolem jednoho milionu Němců. Od března 1941 byli v rámci Německo-sovětské smlouvy o přátelství, spolupráci a vymezení demarkační linie přesídlováni hlavně Pobaltští Němci. (Galerie: Povartí – osídlování Volksdeutschen z východního Polska).

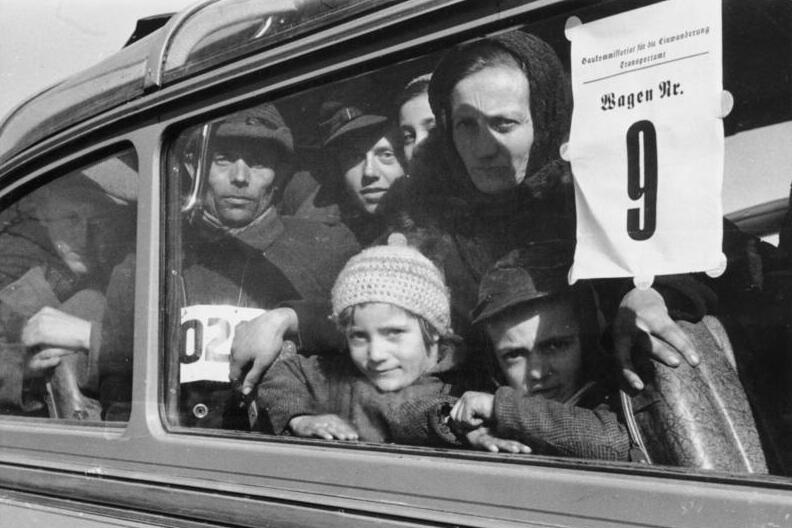
Osídlování (Reichsgau Wartheland), autobus s etnickými německými zemědělci, květen 1940
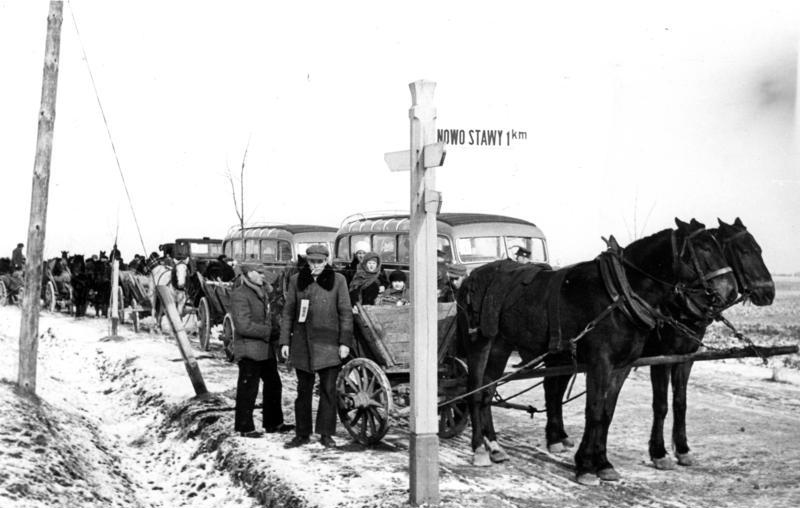
Transport etnických Němců z východního Polska, osídlení obce Neuteich (Nowy Staw, oblast Lodž), 30. březen 1940
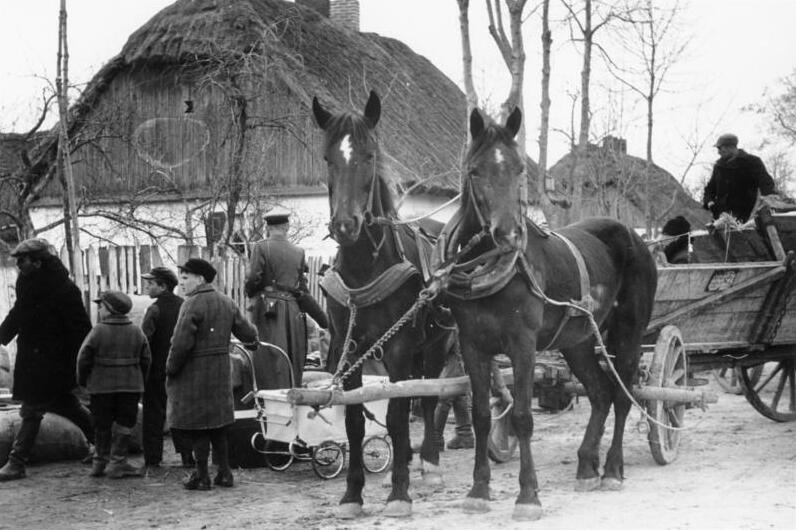
Osídlování (Reichsgau Wartheland), etničtí Němci z východního Polska, květen 1940
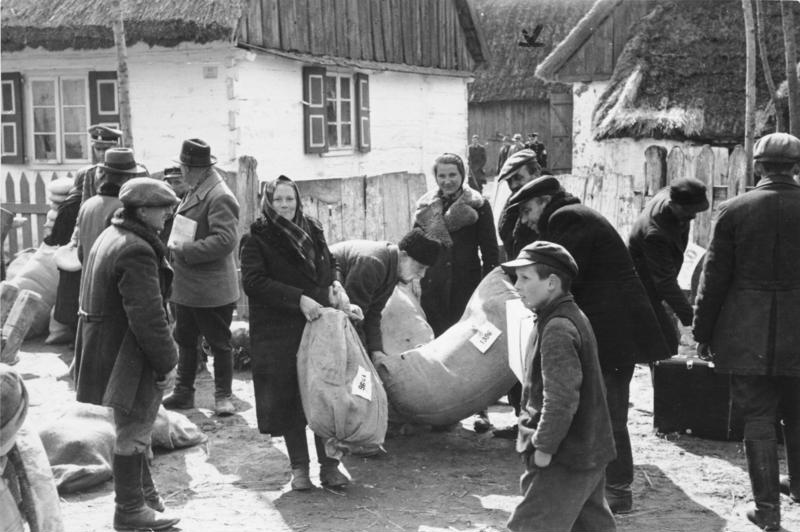
Osídlování (Reichsgau Wartheland), etničtí Němci z východního Polska, květen 1940
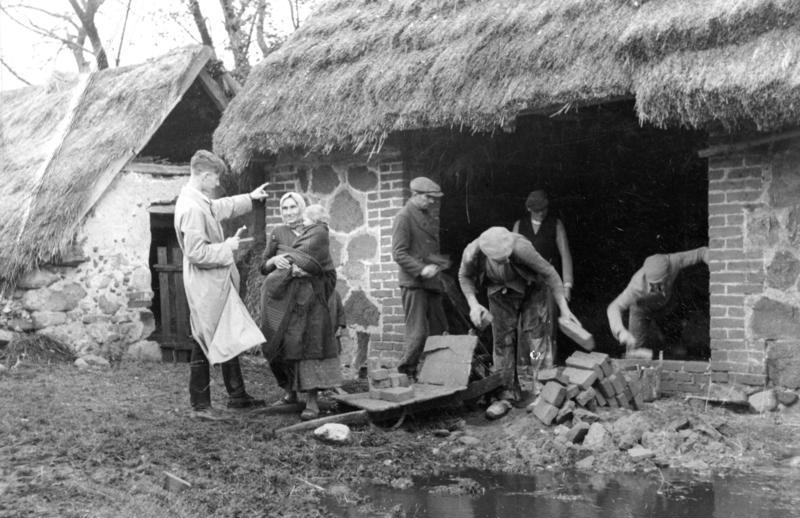
Osídlování (Reichsgau Wartheland), opravy na zemědělských usedlostech pro osídlence, 1939

### Přesídlení Volksdeutschen z Besarábie, Bukoviny a Haliče

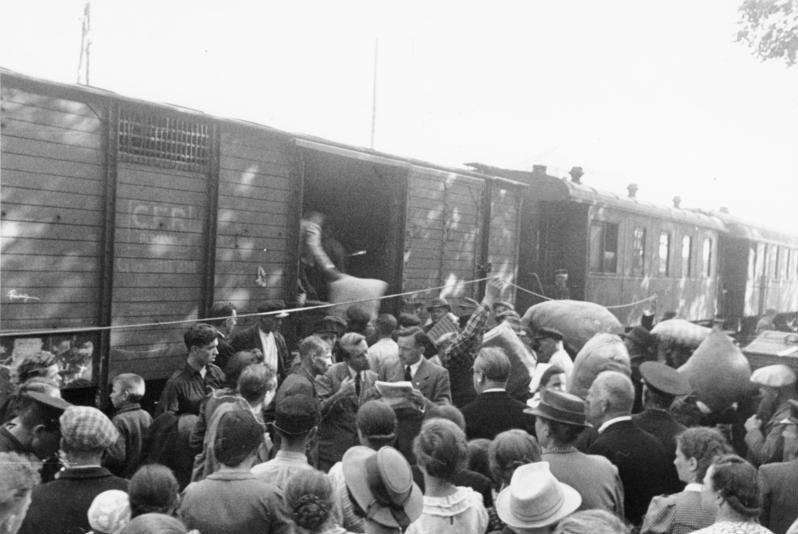
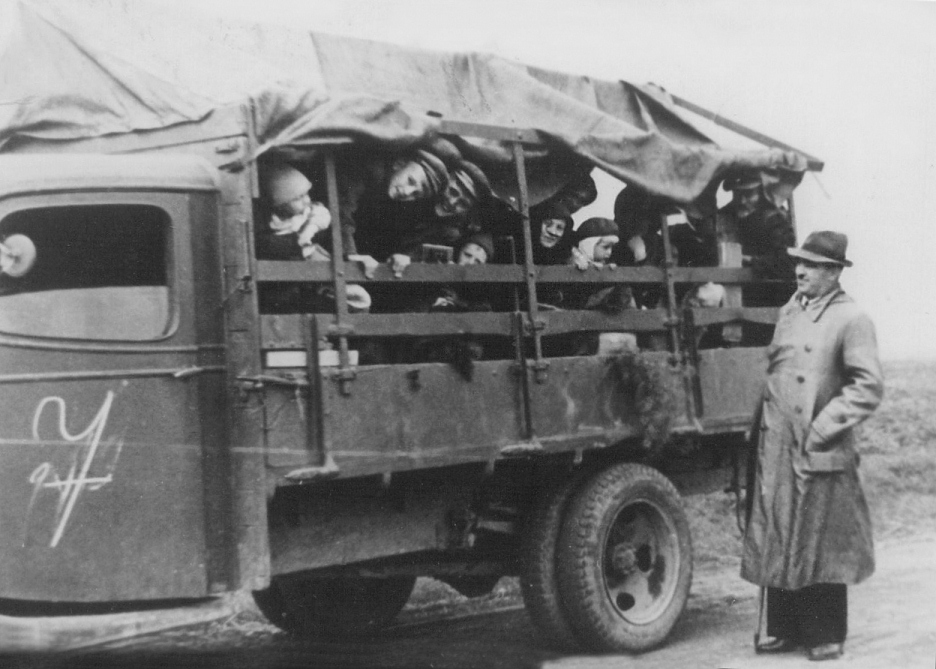
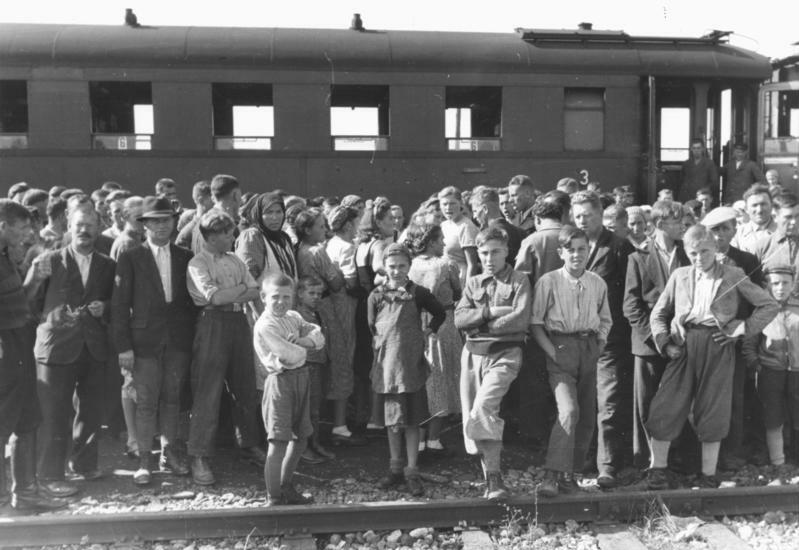
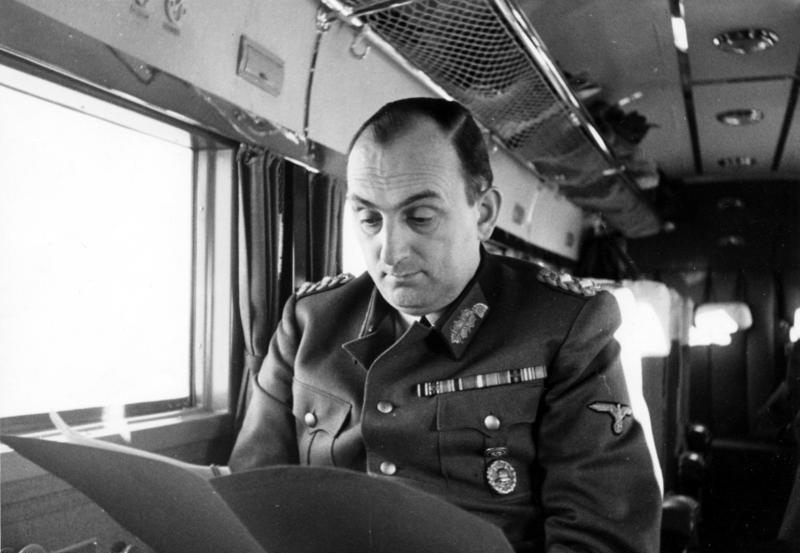
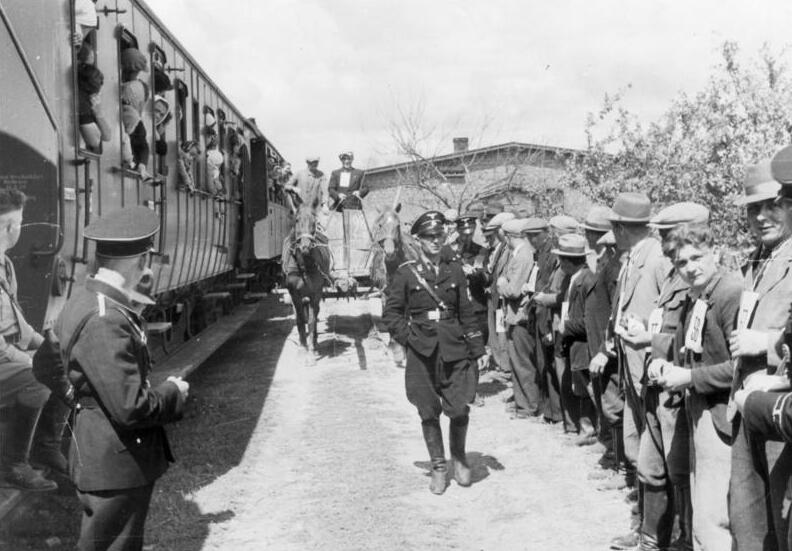

Podle tajného protokolu mezi Hitlerem a Stalinem z roku 1939 souhlasila Třetí říše s obsazením Besarábie, ale nebylo jí lhostejné, co bude s 94 000 příslušníky německy mluvící menšiny. Dne 5. září 1940 podepsal Sovětský svaz a Německá říše v Moskvě dohodu o přesídlení. Nicméně 28. června 1940 zabral Sovětský svaz vedle území Besarábie také severní část Bukoviny. Pro německou menšinu platil tedy nejzazší termín vysídlení do 15. listopadu 1940 a Němci byli přesídleni do Německé říše nebo okupovaných území v Polsku. Západní oblast Haliče se stala součástí Generalgouvernementu a východní oblast připadla k Ukrajině. Po napadení Sovětského svazu připadla i východní oblast Haliče k Třetí říši a stala se součástí Generalgouvernementu.

## VoMi tábory v Povartí
Průmyslové město Lodž se stalo již v listopadu 1939 přesídlovacím centrem. Ve městech Pabianice a Zgierz vznikla celá řada přijímacích táborů. V případě přeplnění táborů byli přistěhovalci posíláni po odvšivení do táborů ve Staré říši a do okolí Lodže. Tábory v Lodži se využívaly zejména pro etnické Němce, u kterých se předpokládalo, že velmi brzy nastoupí cestu do Staré říše. Již necelý měsíc po rozběhnutí přesídlovací akce v prosinci 1939 existovalo 47 táborů pro 30 000 etnických Němců (31 v Lodži, 10 v Zgierzu a 6 v Pabianicích). Samozřejmě po příchodu Němců z východního Polska číslo značně narostlo. Jen v samotném městě Lodž fungovalo 33 táborů pro 25 000 osob. Pabianice s 12 tábory pojmuly 20 000 osob, 8 táborů ve městě Zgierz 10 000 a 13 táborů v oblasti Kalische 7 000 osob. Táborové štáby opatrovaly celkem 66 táborů, které se většinou nacházely v budovách škol, továren, věznic nebo v bývalých židovských bytových koloniích.

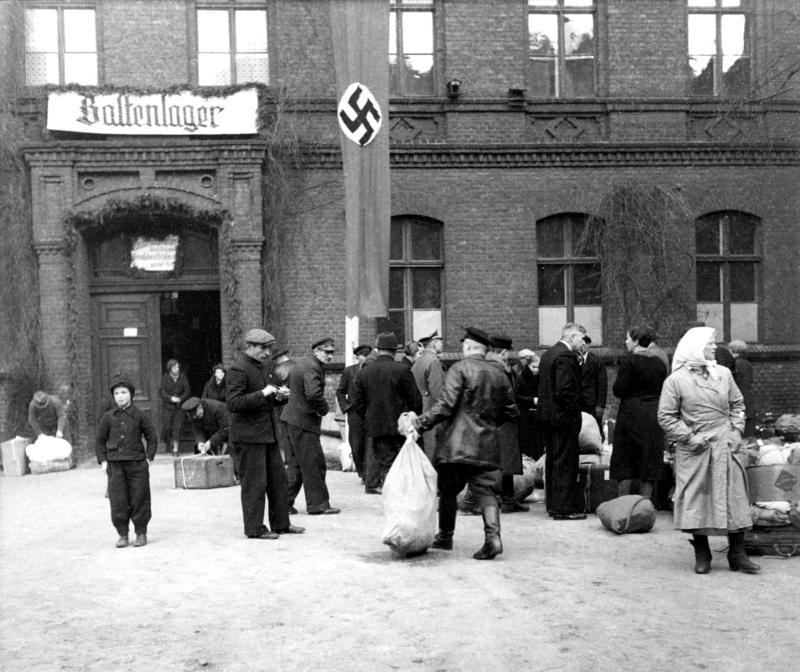
Poznaň, VoMi tábor baltských Němců, 1940

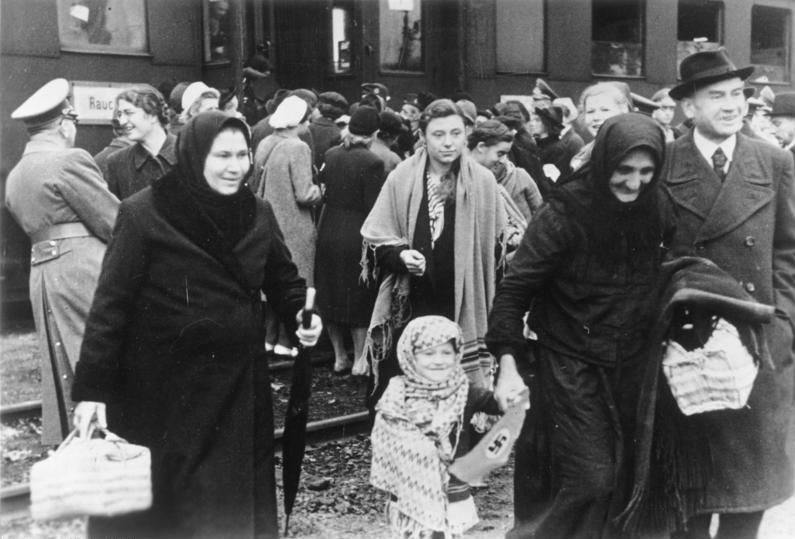
Vlakové nádraží Česká Lípa, příjezd etnických Němců z Besarábie do tábora ve Staré říši, říjen 1940

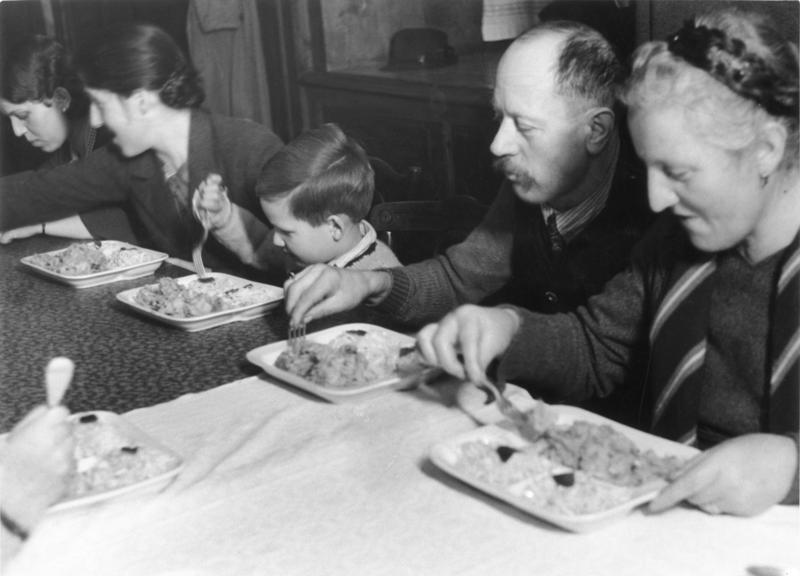
Innsbruck, společné stravování etnických Němců z Jižního Tyrolska, 1940

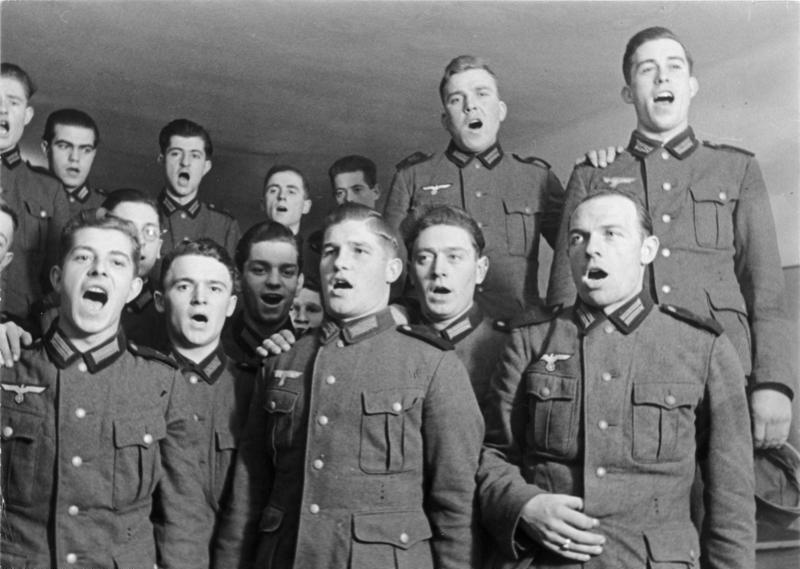
Sbor wehrmachtu, vojáci z Jižního Tyrolska

### Organizace tábora
Táborovému štábu velel jeden vedoucí, který měl k dispozici malý tým spolupracovníků. Až do února 1940 zastávali pomocné práce Židé. Budovy v táborech se členily na tzv. čisté a nečisté (unreine und reine Gebäude), podle absolvování odvšivení a kontroly infekčního nakažení. Tato kontrola se evidovala orazítkováním kenkaret. Teprve po obdržení razítka obdrželi povolení k přístupu do čistých budov (Quartierschein). Dva dny nato absolvovali proces „Durchschleusung“, po jehož ukončení obdrželi taktéž razítko. Třetí den už etničtí Němci putovali do Staré říše do tzv. pozorovacích táborů (Beobachtungslager).
- Lagerführer / vedoucí tábora
- Lagerführerstellvertreter / zástupce vedoucího tábora
- Schreiber / zapisovatel
- Quartiermacher / ubytovatel
- Gepäckverteiler / třídič zavazadel
- Essenverteiler / přidělovač potravy
- Wachhabenden / hlídka

### Vybavení a režim tábora
Všechny tábory disponovaly jídelnou, která sloužila také jako společenská místnost, knihovnou, spacím sálem a vlastní školou. Prostředky denní potřeby se prodávaly v táborové kantýně. Voda k pití se podávala pouze převařená. Tábor musel mít samozřejmě také umývárny, vytápěné a větratelné pokoje se zavedenou elektřinou. Stravu připravovaly velkokapacitní kuchyně organizace Nationalsozialistische Volkswohlfahrt v Lodži a Pabianicích, kterou rozvážely nákladními auty do táborů. Spalo se na slámě s přidělenými látkovými polštáři též plněnými slámou. Pouze ženy a děti obdržely deky. Muži v rámci přípravy v plnění budoucích povinností dodržovali stanovený denní režim:
- od 7.00 do 8.00 budíček a snídaně
- od 8.45 nástup do táborového pracovního zařazení
- od 12.00 do 15.00 oběd a osobní volno
- od 15.00 do 15.30 podávání kávy
- od 15.30 do 18.00 pracovní zařazení
- od 19.00 do 22.00 večeře, osobní volno a večerka
- neděle od 7.30 snídaně, od 8.15 nástup k ranní oslavě a vztyčení vlajky (Flaggenhissung)[3]

Všeobecně platil zákaz vycházení z tábora, po ukončení karantény mohli etničtí Němci navštěvovat okolí pouze ve skupinách a s táborovým doprovodem. Kulturní vložku obstarávala nacistická propaganda. Nejprve se jednalo o společenské večery a krátké, lehce pochopitelné politické přednášky, které vedli odborníci na říšské zemědělství. Teprve po uvolnění financí z ministerstva propagandy (Reichspropagandaministerium) se mohly v táboře odehrávat poslechy gramofonových desek, hudební koncerty, promítání propagandistických filmů, zábavná představení umělců a artistů či loutková divadla pro děti. Tábory obdržely také vlastní rádio.
Vzhledem k tomu, že z nedostatku zemědělských statků se počítalo s delším pobytem etnických Němců v táborech, byly z Himmlerova příkazu v březnu 1940 všechny sběrné tábory (Sammellager) v Lodži přeměněny na pozorovací (Beobachtungslager). Pod dozorem táborových VoMi vedoucích o ně pečovala „Volkswohlfahrt” (NSV). V táborech zřídila krejčovny (Nähstuben) pro tvorbu jednoduchých oděvů a drobné opravy, školky, školy a domovy pro seniory. Ke kojencům a malým dětem docházely NS-sestry. Děti do 14 let dostávaly půl litru mléka na den. Existovaly i dětské tábory pro sirotky nebo pro děti, jejichž rodiče se nacházeli ještě na cestě. Podpora v pozorovacích táborech patřila i dobrovolnému sportu. Pro muže a chlapce od 10 let platil každodenní ranní nástup se vztyčením vlajky. Mládež byla zařazena do HJ a BDM.
Obzvláštní péče se věnovala zřízeným zdravotním oddělením. Lehce nemocní měli k dispozici nemocniční pokoj, ošetřovnu s lékařem, sesternu a nemocniční stanici pro minimálně 3 400 pacientů. Těžké případy přejímalo pět nemocnic v Lodži s kapacitou 51 400 osob. K nouzovému využití sloužil i lazaret NS-Červeného kříže. I přes veškeré snahy byla situace v táborech tristní. Do 9. dubna 1940 zemřelo 918 osob a 131 dětí se narodilo. Velká úmrtnost dětí způsobovala, že i rodiny, které přicestovaly s osmi a více dětmi, opouštěly tábor bezdětní. S mnohými nemocemi a vrozenými vadami již mnozí přijížděli. Častá byla hluchota, katastrofální stav zubů a po obtížné cestě omrzliny.

## Přistěhovalecká centrála / Einwanderungszentrale
Z Himmlerova příkazu byl v říjnu 1939 zřízen imigrační úřad tzv. „Einwanderungszentrale” (EWZ), který prováděl přezkum árijské a rasové čistoty, politického smýšlení a hospodářských možností přistěhovalých etnických Němců. Tento proces se nazýval „Durchschleusung“. K udělení občanství mohlo dojít teprve po důkladném přezkoumání árijské čistoty a po zdravotní prohlídce. Úřednická komanda tzv. „Fliegende Kommissionen“ sídlila většinou ve velkých táborech, jelikož disponovaly dostatečným prostorem pro kanceláře. Do míst, kde nebylo možné kanceláře zřídit, zajížděl od roku 1940 zvláštní vlak „Sonderzug der Fliegende Kommission“, který sestával z 15 vagonů. Hitler si přál, aby „zejména vnitřní vybavení vlaku udělalo na přesídlence dojem“, proto se na návrzích vybavení podíleli také architekti.
Úřednická komanda imigračního úřadu (Fliegende Kommissionen a Sonderzug der Fliegende Kommission) spojovala na jednom místě úřady: Bezpečnostní policie (Sicherheitspolizei), Pořádkové policie (Ordnungspolizei), Ministerstva vnitra (Reichsministerium des Inneren), Ministerstva práce (Reichsarbeitsministerium) a říšského vůdce zdravotnictví (Reichsgesundheitsführer), takže bylo možné během 3-4 hodin prozkoumat dotyčnou osobu, popřípadě rodinu a na základě vyšetření udělit říšské občanství a rozhodnout o umístění v nových župách nebo Staré říši. Podstatou celého procesu byl samozřejmě rasový přezkum.

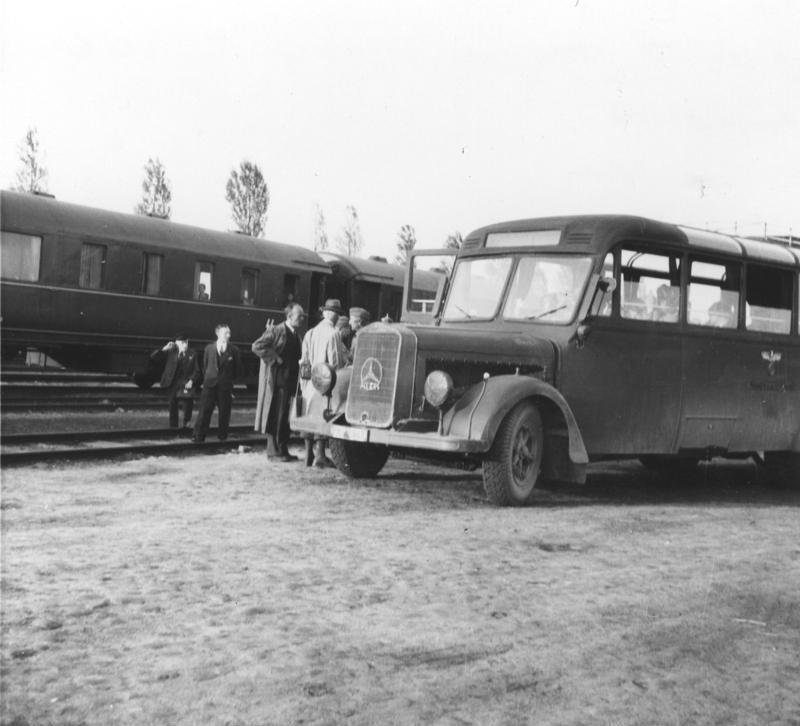
Sonderzug der Einwandererzentralstelle (zvláštní vlak přistěhovalecké centrály) a autobusy zajišťující dopravu k vlakům

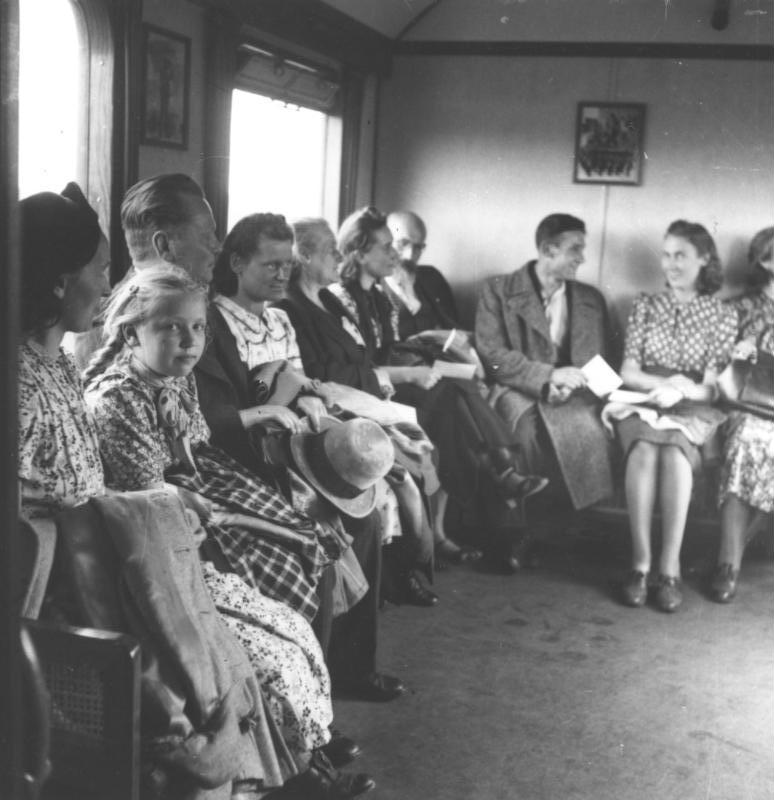
Sonderzug EVZ, čekárna (1941)

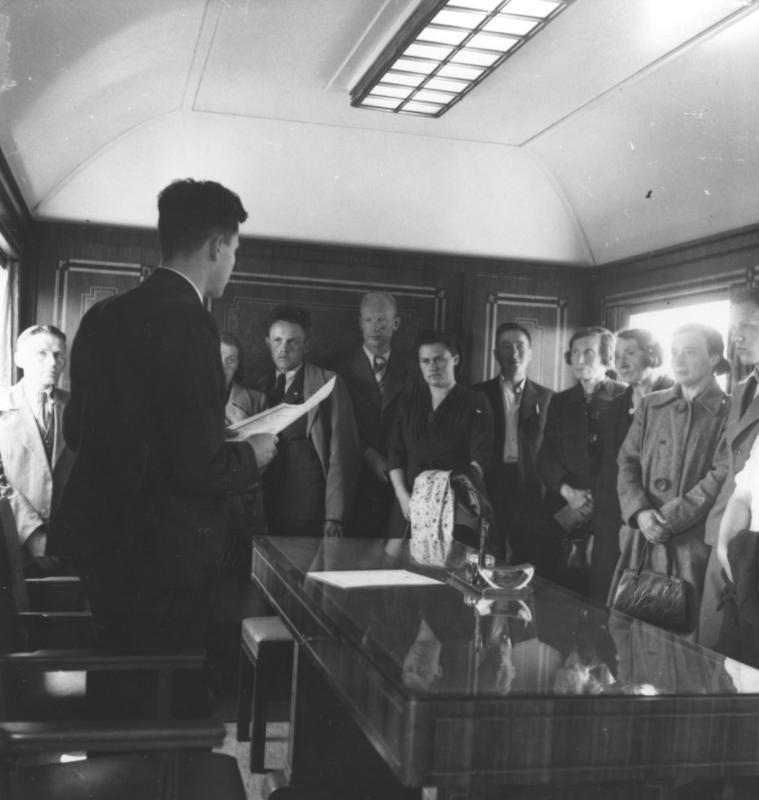
Sonderzug EVZ, oddělení udělování občanství (1941)

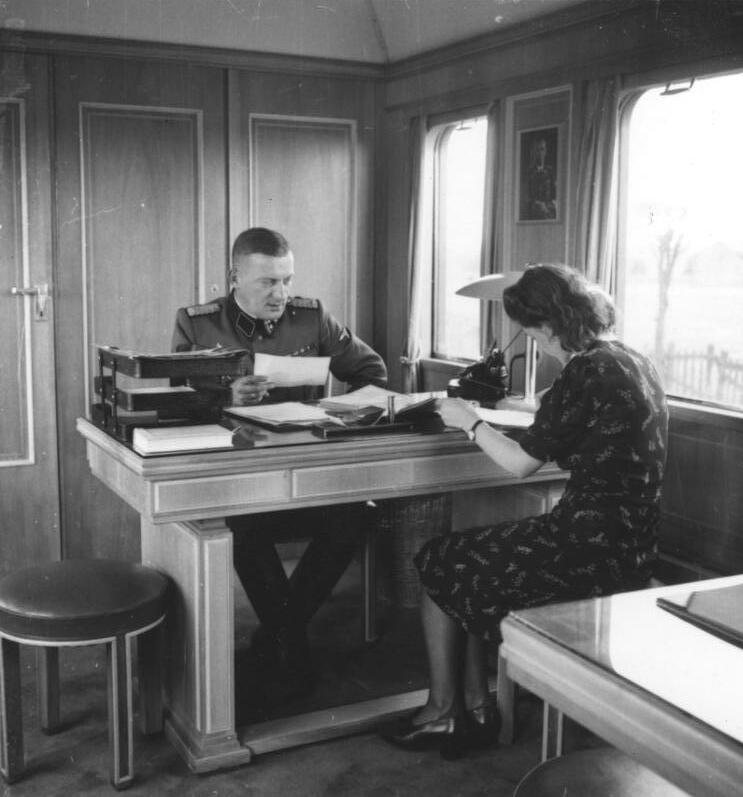
Sonderzug EVZ, kancelář vedoucího vlaku SS-Obersturmbannführera Wagnera (1941)

### Sídla imigrační centrály EWZ
Sídla vrchního štábu EWZ
- Gotenhafen 12.10.1939 - 31.10.1939
- Posen 01.11.1939 - 15.01.1940
- Lodsch 15.01.1940 - 10.02.1940
- Berlin 10.02.1940 - 26.07.1940
- Litzmannstadt 27.07.1940 - 15.01.1945
- Zwickau od 01.1945

Sídla poboček EWZ
- Gotenhafen 01.11.1939 - 30.11.1939
- Stettin 07.11.1939 - 23.03.1940
- Schneidemühl 14.11.1939 - 15.02.1940
- Posen 16.01.1940 - 31.07.1940
- Lodsch 01.12.1939 - 14.01.1940
- Pabianice 10.12.1939 - 29.02.1940
- Zgierz 10.12.1939 - 29.02.1940
- Litzmannstadt 11.02.1940 - 26.07.1940
- Pirna 24.07.1940 - 30.09.1940
- Lublin 17.06.1940 - 18.11.1940
- Petrikau 18.11.1940 - 16.06.1941
- Sanok 30.09.1940 - 16.11.1940
- Sonderzug 27.04.1941 - 31.05.1942
- Paris und Kommission Frankreich 05.1941 - 08.1944
- Krakau 01.06.1942

### Fliegende Kommissionen - Durchschleusung
- Meldestelle / Ohlašovací oddělení (Ordnungspolizei)

V tomto oddělení byla německým imigrantům založena do kartotéky „EWZ-Karte” (Einwanderungskarte), která je provázela po celou dobu pobytu po táborech až po obdržení polského bytu nebo zemědělského statku.
- Ausweisstelle / Oddělení osobních dokladů (Sipo)

Na oddělení probíhal popis osoby a příprava osobního dokladu nazývaný „Umsiedlerausweis”.
- Lichtbildstelle / Fotografické oddělení (Sipo)

Fotografie pro EWZ-Karty a osobní dokumenty se pořizovaly s tzv. EWZ-číslem (EWZ-Nummer).
- Vermögensstelle / Majetkové oddělení (Reichsfinanzministerium)

Oddělení sepisovalo jak majetek zanechány v zemi původu tak majetek, s kterým se vydali na cestu. Do 10. května 1940 procházel tímto procedurálním procesem každý Němec nad 15 let.
- Gesundheitsstelle / Zdravotní oddělení (Reichsgesundheitsführer a Rasse- und Siedlungshauptamt)

Nejdůležitější oddělení Rasového a osidlovacího úřadu, tajně nazývané „RuS-Stelle“ (Rasové a osídlovací oddělení). Zde etnické Němce SS-lékaři a RuSHA rasoví experti z podrobovali zdravotní, genetické a rasové prohlídce. Zjišťována byla také plodnost a dědičná genetická onemocnění. Následně přesídlenci obdrželi přiřazení ke skupině: I - nadprůměrný rasový původ, II - průměrný rasový původ, III - podprůměrný rasový původ a IV - nevhodný rasový původ pro nasazení na východě.
- Staatsangehörigkeitsstelle / Oddělení pro udělení občanství (Reichsministerium des Innern, Abt. I)

Oddělení posuzovalo všechny předložené dokumenty a na základě rozhodnutí přiznalo nebo odepřelo udělení říšského občanství.
- Berufseinsatzstelle / Oddělení pracovního nasazení (Reichsarbeitsministerium)

Na základě důkladného pohovoru (vzdělání, dosavadní zkušenosti a znalosti) zaznamenal vedoucí oddělení výsledek šetření do EWZ-karty. Pokud však bylo předchozí šetření záporné, zápis o pracovním nasazení neudělil. Relevantní výsledky z šetření všech oddělení se archivovaly na pracovní kartotéční kartě tzv. „AK-Karte“ (Arbeitskarteikarte).
- Statistischestelle / Statistické oddělení

Zpracovávalo veškeré posbírané údaje, přirozeně už bez přítomnosti přesídlenců.

## Přidělení nových domovů a osídlení
Poslední úřední proces (letzte Musterung) před obdržením nového domova sestával z převozu etnických Němců do transportního tábora (Transportlager), kde proběhla kontrola AK-karet (AK-Karten). Zrovna tak musely být před předáním překontrolovány i zemědělské statky. Nakonec přesídlenci obdrželi přidělovací listiny (Hofzuweisungslisten) a pracovní štáb převzal velení transportu. Každý zemědělec nesl na hrudi číslo, které bylo připevněno také na jeho zavazadlech, dobytku a budoucím domově. Čtyřicet osm hodin před vlastní osídlením převzala policie přidělovací listiny a provedla vyhnání polského obyvatelstva. Novopečení říšští Němci nesměli v žádném případě přijít do kontaktu s polskými domorodci. Teprve když bylo polské obyvatelstvo z dohledu, mohlo dojít k osídlení a předání nových domovů.

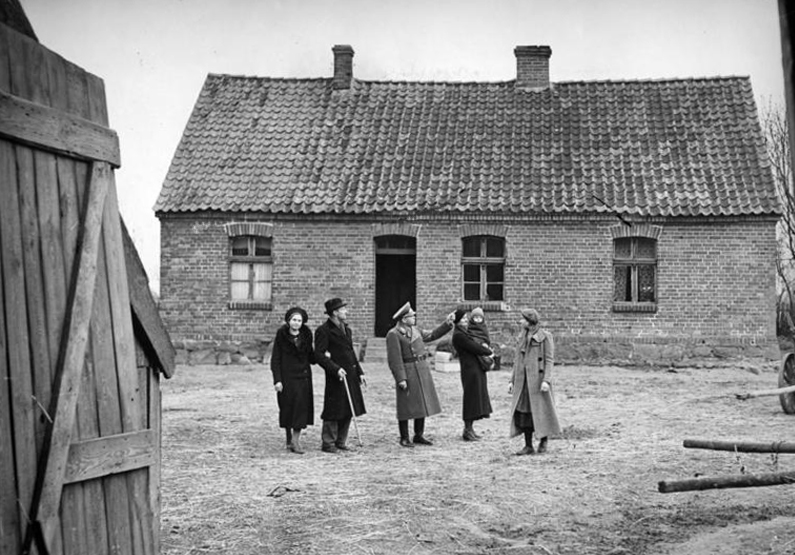
Vedoucí Okresního rolnictva provádí baltické Němce po jejich novém hospodářství, listopad 1939

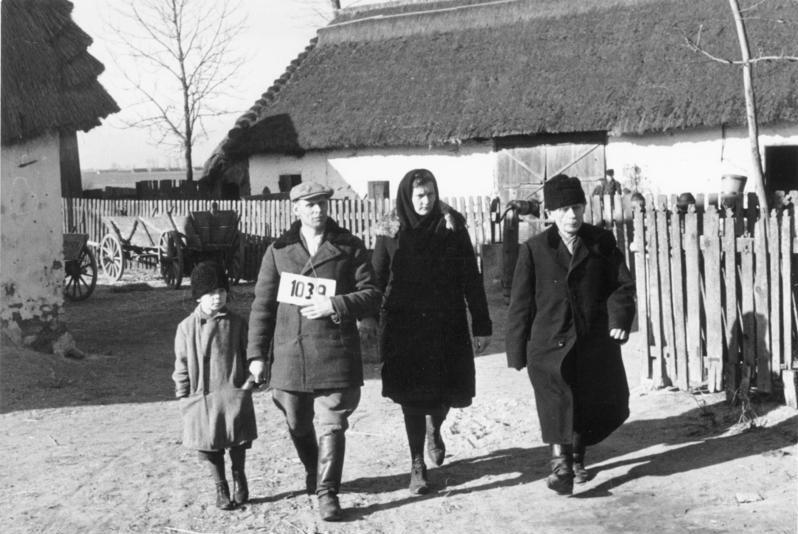
Povartí, osídlení etnickými Němci z východního Polska, květen 1940

Vedoucí transportu přidělil podle listiny „novým majitelům” jejich domovy, kde je uvítal okresní pověřenec a hlídkující pomocný policista. V jejich doprovodu proběhla obhlídka hospodářství a inventáře, kterou ukončovalo slavnostní předání s darovaným obrazem vůdce Adolfa Hitlera. Polnosti předával později pověřenec Okresního rolnictva (Kreisbauernschaft). Problémy nastávaly se zběhlými Poláky. Polští zběhové se snažili získat svůj majetek zpět a stávalo se, že některé osídlenecké rodiny byli polskými partyzány zcela vyhlazeny. Valná většina zemědělských přesídlenců své nové domovy obdržela do konce léta 1940. Bez domova zůstávali živnostníci, hlavně mlynáři a obchodníci. Jejich pozdější osídlení probíhalo podle stejného schématu.
Dohled nad přesídlenci přebírala Nationalsozialistische Volkswohlfahrt. NSV přidělovala podle velikosti osídlenecké rodiny startovací kapitál 60 - 80 RM, oděvy, prádlo, obuv, domácí potřeby, nádobí nebo i nábytek. Poradenské hospodářské oddělení (Beratungsstelle der Wolhynien- und Galiziendeutschen beim Ansiedlungsstab) v Lodži vysílalo do rodin své zemědělské poradce. Jejich úkolem bylo, aby novopečení majitelé správným vedením statku získali co nejlepší zemědělské výnosy. Pomáhali s jarní objednávkou osiva, sepsáním potřebných oprav a prostředků atp.
Jiná situace nastala u skupiny „A”, která putovala do Staré říše. Většina bývalých statkářů hospodařila pod správcem na deputátním statku. Zrovna tak byli u zemědělských závodů zaměstnáni i přesídlení živnostníci. To samozřejmě vzbuzovalo u bývalých hospodářů a majitelů živností značnou nelibost a nechápali, proč nemohou také obdržet vlastní hospodářství jako skupina „O” v Povartí. Nacistické ideology stálo hodně práce, přesvědčit takové přesídlence o nutnosti „zatím provizorní práce zemědělského dělníka” a to zejména pod příslibem, že až válka skončí, obdrží svou vlastní půdu a hospodářství.
Další nespokojenost přivodila každodenní diskriminace a šikana na pracovišti. S etnickými Němci se ve Staré říši často zacházelo jako se zahraničními dělníky a majitelé závodů je stavěli na úroveň Poláků nebo Čechů, jelikož byli mnohdy od „Ostarbajtrů” k nerozeznání. K tomu přispívala i jejich nedokonalá němčina nebo dokonce její neznalost. Skupina „S” přetrvávala nadále ve sběrných táborech, kde byla podrobována nacistické indoktrinaci a nucenou prací připravována na poválečný život v národně-socialistické společnosti.

## Norimberský proces
V následném norimberském procesu bylo obžalováno mimo předních představitelů RuSHA také několik členů a zaměstnanců Lebensborn a VoMi. Jádrem obžaloby se stala nacistická národnostní politika na anektovaných polských územích a v Generalgouvernementu. Šéf VoMi Werner Lorenz dostal dvacetiletý trest, který byl v roce 1951 snížen na patnáct let. Na počátku roku 1955 byl z vězení propuštěn.